# Mateu de Foix (comte de Comenge)
Mateu de Foix, o Mateu de Grailly, († Muret, 8 de gener de 1453) va ser comte de Comenge del 1419 al 1443 arran del seu matrimoni amb Margarida de Comenge.
Probablement criat a la cort de França com el seu germà gran Joan, va ser nomenat cavaller el 1413 i es va apropar al seguici de Joan sense Por, duc de Borgonya. Com a recompensa a la seva lleialtat, el rei Carles VI de França, aliat de Felip III el Bo, duc de Borgonya, li va donar el vescomtat de Narbona, en poder llavors del vescomte Guillem II, partidari del delfí Carles; tanmateix Mateu no va poder prendre'n possessió, perquè la ciutat va fer costat a Guillem, aleshores enemic del rei i del duc de Borgonya.
Es va casar l'any el 1419 amb Margarida de Comenge, una dona vint anys més gran que ell. Uns mesos més tard la va fer tancar i Mateu va governar tot sol el comtat. Seguint al seu germà, va deixar de donar suport a Borgonya a favor de Carles VII, que li va donar cartes de remissió el 6 de gener de 1425 i va ser nomenat governador del Delfinat de 1426 a 1428.
Després de la mort del seu germà Joan I, va assegurar la tutela del seu nebot Gastó IV i va comprar el 1439 la marxa de Rodrigo de Villandrando i els seus rotièrs, que havien envaït el comtat de Foix. Descontents, els seus súbdits a Comenge van exigir el retorn de la comtessa i van apel·lar al rei Carles VII, que en va ordenar l'alliberament. Mateu s'hi va negar i va traslladar la seva dona a Foix.
Carles VII llavors va fer segrestar el comtat de Comenge per Joan IV d'Armanhac i el 1441 va esclatar la guerra entre els comtats de Foix i el d'Armanhac, només interrompuda per una campanya contra els anglesos el 1442. Després d'aquesta campanya, Carles VII va tornsr a ordenar l'alliberament de Margarida el 17 de gener de 1443 i Mateu es va haver de sotmetre el següent 9 de març. malgrat tot, Margarida va morir poc després, llegant el comtat de Comenge a la Corona.
El 1449, Mateu va acompanyar Gastó IV al setge de Mauleon. Va morir quatre anys després.

## Família
Mateu era un dels fills menors d'Arquimbald de Grailly, captal de Bug, i d'Isabel de Foix-Castellbò, comtessa de Foix, vescomtessa de Bearn, Marsan i Castellbò. Es va casar per primera vegada el 16 de juliol de 1419 amb Margarida († 1443), comtessa de Comenge, amb qui no va tenir fills.
Vidu, Mateu es va tornar a casar cap al 1446 amb Caterina de Coarrasa, filla de Ramon Arnau de Coarrasa, baró d'Aspet, amb qui va tenir tres filles:
- Joana, casada el 1460 amb Joan II, vescomte de Caraman i baró de Saint-Félix.
- una altra Joana, casada amb Joan d'Andonsh.
- Margarida, casada el 1471 amb el governador Antoni de Bonaval. D'aquí en sortiren els senyors de Chef-Boutonne.

D'una amant, Ismena de Kersagna, va tenir també un fill il·legítim, Joan Baptista de Foix, conegut com el "Bastard de Grailly", que seria successivament bisbe de Dax i Comenge, i finalment legitimat el 1498 .

## Honors
- Cavaller de l'Orde del Toisó d'Or (1440)[5]